# Francesco Paolo Michetti

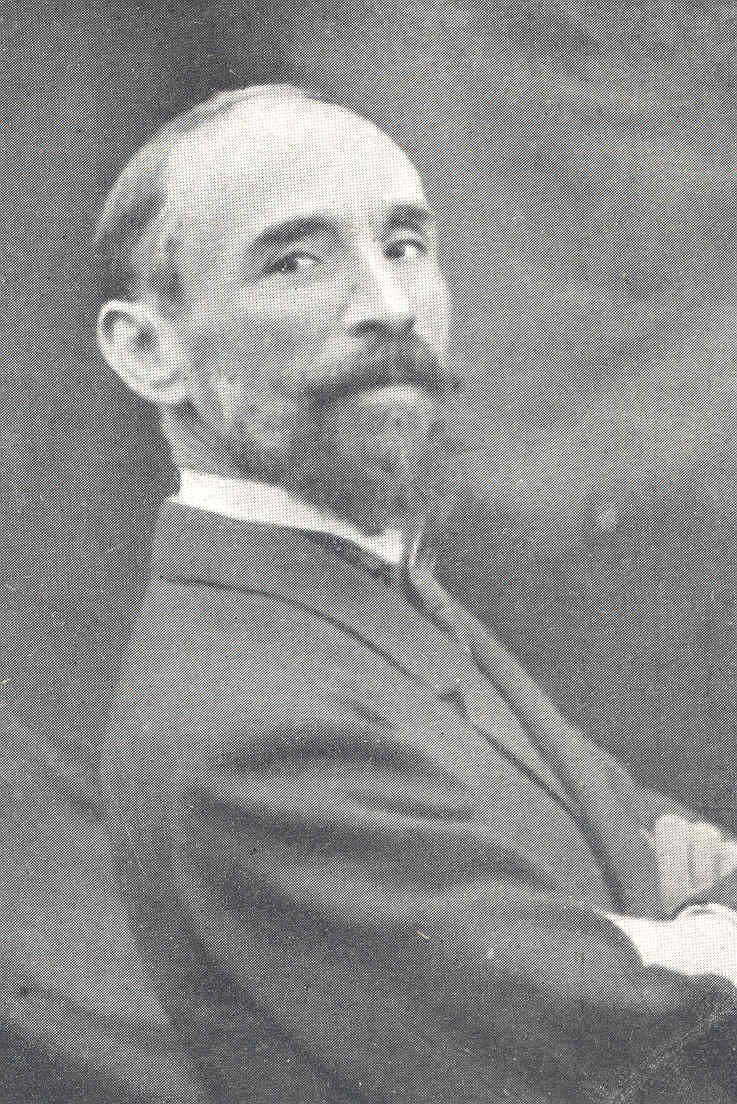
Francesco Paolo Michetti

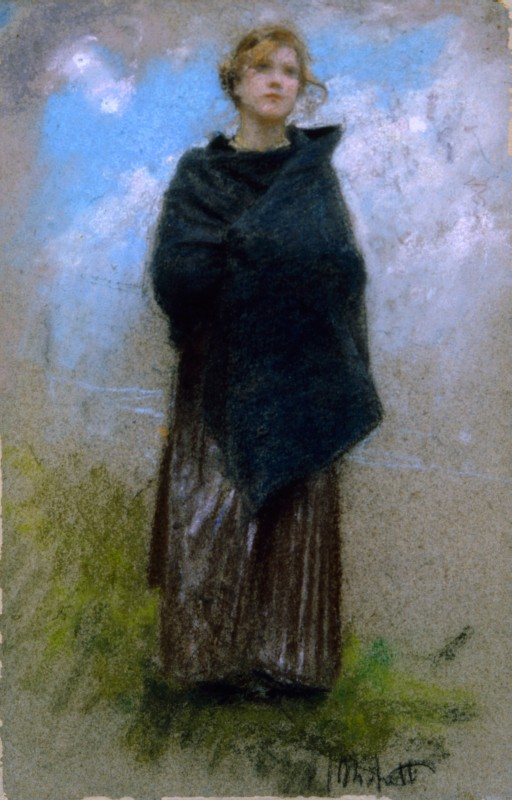
Studio per figura femminile o Pastorella (um 1900)

Francesco Paolo Michetti (* 2. Oktober 1851 in Tocco da Casauria, Königreich beider Sizilien; † 5. März 1929 in Francavilla al Mare, Königreich Italien) war ein italienischer Maler.

## Leben und Werke
Francesco Paolo Michetti wurde 1851 in der Gemeinde Tocco da Casauria geboren. Seine Eltern waren der Musiklehrer Crispino Michetti und dessen Ehefrau, die Organistin Aurelia Terzini. Der künstlerisch begabte Sohn erhielt 1867 ein Stipendium der Provinz Chieti, welches ihm ermöglichte, an der Accademia di belle arti di Napoli (Kunstakademie) in Neapel unter Domenico Morelli zu studieren. Michetti wurde zu jener Zeit von Filippo Palizzi, Giuseppe De Nittis und Marco De Gregorio beeinflusst und gefördert, allesamt Mitglieder der Scuola di Resìna, einer antiakademisch ausgerichteten Künstlergruppe des 19. Jahrhunderts. Seine Lieblingsmotive waren die unberührten Landschaften der Abruzzen und religiöse Themen.
Im Jahre 1872 stellte Michetti zum ersten Mal im Ausland aus, und zwar in Frankreich im Rahmen der Kunstausstellung Salon de Paris. Drei Jahre später verhalf ihm De Nittis zu einer zweiten Ausstellung in Paris. 1872 stellte Michetti die Gemälde La raccolta delle zucche und Il Sonno dell’innocenza aus; zu den 1875 präsentierten Werken gehörten Ritorno all’erbaggio, Il Sonno dell'Innocenza und La raccolta delle olive. In den Jahren 1875 und 1876 nahm er an weiteren Ausstellungen teil. 1874 freundete er sich in Neapel mit dem spanischen Maler Marià Fortuny an, der fortan großen Einfluss auf sein Werk ausübte.
Im Jahre 1877 präsentierte Michetti anlässlich der nationalen Kunstausstellung in Neapel sein Gemälde La processione del Corpus Domini, eine farbenprächtige Darstellung einer Fronleichnamsprozession. Im Jahre 1880 stellte er in Turin die Bilder I Morticelli, Impressioni sull'Adriatico und La pesca delle telline aus; ein Jahr darauf stellte Michetti in Mailand 34 Gemälde aus, zumeist Porträts, Landschaften und Seestücke.
Nachdem er sich im Jahre 1883 in Francavilla al Mare niedergelassen hatte, setzte er seine künstlerische Tätigkeit fort. Er schuf Genre- und Hirtenszenen, Historienbilder und Bilder mit religiösen Themen. Im Rahmen der Weltausstellung Paris 1900 wurden seine beiden neuen Werke Gli Storpi und Le Serpi ausgestellt.
Francesco Paolo Michetti verstarb 1929 in Francavilla al Mare an den Folgen einer Lungenentzündung.
Michetti war verheiratet und hatte mit seiner Frau drei Kinder: die Tochter Elvira und die Söhne Giorgio und Liberato. Sein Sohn Giorgio Michetti war Flieger während des Ersten Weltkrieges.

## Auszeichnungen
- 1896: Mitglied der Accademia Pontaniana
- 1903: Mitglied der Accademia di San Luca
- 1909: Senator des Königreichs Italien[7]
- 1911: Ehrenpräsident des Regionalausschusses für Esposizione pescarese nel 1911
- 1913: Mitglied der commissione ordinatrice della Galleria nazionale d’arte moderna di Roma

## Werke (Auswahl)
- La nidiata (1873)
- Ritorno dai campi (1875)
- Raccolta delle olive (1876)
- Il Corpus Domini (1877)
- Guardiana di polli (1877)
- Autoritratto (1877)
- Pastorelle lungo il mare (1880)
- Impressione sull’Adriatico (1880)
- Il voto a San Pantaleone (1883)
- Il ritorno (1887)

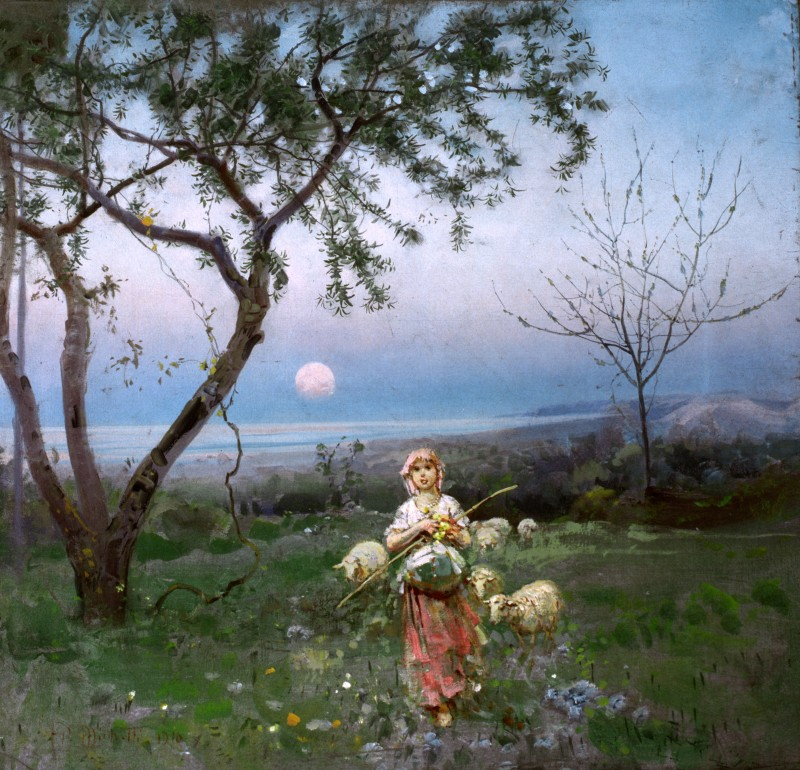
Paesaggio abruzzese o Ritorno all'ovile (1910)

- Annunziata Michetti con il figlio Giorgio al mare (1890)
- La figlia di Iorio (1895)
- Ritratto di Gabriele D’Annunzio nello studio (1895)
- Incontro a Francavilla (1898)
- Pastorella (1900)
- Le serpi (1900)
- Pellegrinaggio a Casalbordino (gli storpi) (1900)
- Donna sulla battigia (1910)